# William S. Jackson
William Schuyler Jackson (* vor 1892; † 23. November 1932 in New York City) war ein US-amerikanischer Jurist und Politiker.

## Werdegang
William Schuyler Jackson war der Sohn von D.G. Jackson, einem Rechtsanwalt aus Tonawanda (New York). Über seine Jugendjahre ist nichts bekannt. Irgendwann studierte er Jura und erhielt seine Zulassung als Anwalt. 1892 heiratete er eine Tochter von dem Schuhhändler T.B. Staley aus Buffalo (New York). Das Paar bekam zwei Kinder.
Er war First Assistant District Attorney im Erie County, als er im November 1906 zum Attorney General von New York gewählt wurde. Bei der Wahl trat er für die Demokratische Partei und die Independence League an. Im Februar 1907, gerade als er einen Monat im Amt war, beauftragte seine Ehefrau den Anwalt Edward E. Coatsworth, den früheren Anwaltskollegen von William F. Sheehan, Charles F. Tabor und John Cunneen, ihre Scheidung zu veranlassen. Allerdings versöhnten sie sich zwei Tage später.
1920 sandte er einen Brief an den Gouverneur von New York Alfred E. Smith. Darin protestierte er gegen den Ausschluss von fünf sozialistischen Abgeordneten, darunter Louis Waldman und Sam DeWitt, aus der New York State Assembly. Jackson verstarb 1932 in Jamaica (Queens).